# Roque Aguayro
El Roque Aguayro es un pitón fonolitico superpuesto a coladas basálticas del Ciclo I de 542 metros de altitud. Está situado entre el barranco de Balos  y el  barranco de los Corralillos, a unos 3 km al oeste del casco urbano de Agüimes, en la isla de Gran Canaria (Canarias, España). Tiene la protección de monumento natural desde su asignación en 1994.

## Toponimia
Su nombre proviene de una denominación aborigen. El topónimo es mencionado desde los primeros tiempos históricos, como en los escritos de Martín de Mireles fechados el 14 de agosto de 1551.

## Geología
Se trata de un pitón fonolítico sobre apilamientos basálticos muy antiguos, de unos 300 metros aproximadamente. Sus laderas poseen una fuerte pendiente que puede llegar al 100 % de inclinación en los colubios de piedemonte.
Su formación se debe a la erosión de materiales correspondientes al primer ciclo volcánico de Gran Canaria, rodeados por coladas de periodos posteriores y sedimentos arrastrados por los barrancos cercanos, mucho más recientes.

## Climatología
Se encuentra dentro del macrobioclima Mediterráneo y por su altura en el termotipo inframediterráneo, estando la mayoría del tiempo expuesto a erosión eólica, menos acusada que la observada en las zonas costeras.

## Flora
Aunque degradada por la presencia humana y el sobrepastoreo, cuenta con un matorral laxo, el cual sustituye a un desaparecido bosque termófilo. Destacan los endemismos Euphorbia balsamifera (tabaiba dulce) y Euphorbia regis-jubae (tabaiba amarga), con presencia casi dominante en las faldas de la formación, además de Plocama pendula (balillo) y Kleinia neriifolia (verode) en la base, más en altura se pueden hallar poblaciones de Euphorbia canariensis (cardón) y especies varias, muchas de ellas introducidas como Nicotiana glauca (tabaco moro).

## Fauna
Destacan varias especies de aves como: Anthus berthelotii (bisbita caminero), Serinus canaria (canario de monte), Linaria cannabina (pardillo común) entre muchos otros de presencia más esporádica.
También en la población invertebrada se pueden encontrar hasta cinco endemismos locales y gran variedad de insectos.